# Хёшель, Давид
Давид Хёшель (лат. David Hoeschelius, 8 апреля 1556, Аугсбург — 19 октября 1617, там же) — немецкий гуманист.
Как сын небогатых родителей, он посещал гимназию святой Анны в Аугсбурге, в которой его учителями были Иероним Вольф (ум. 1580) и Симон Фабрициус (1533—1593). Затем он учился в лауингенской Gymnasium illustre у Николая фон Рейснера и Мартина Руланда Старшего, прежде всего греческому языку и литературе. С 1577 года учился в Лейпциге у Грегора Берсмана, получив там в 1581 году диплом магистра. После этого вернулся в Аугсбург, где был преподавателем, а позже ректором гимназии и библиотекарем. На обоих этих постах ему содействовал математик Георг Хениш. Хёшель поддерживал тесные отношения с Иосифом Юстусом Скалигером. Вместе с Иоахимом Юнгиусом и Кристоформ Хельвигом он опробовал новые педагогические методы.
При финансовой поддержке патриция Маркуса Вельзера Хёшель управлял издательством «Ad insigne pinus». Вдохновлённый публикацией Бонавентурой Вулканусом трудов византийских историков VI века, в 1598 году Хёшель решил подготовить издание произведений Прокопия Кесарийского. Поскольку престарелый Вулканус, собиравшийся с 1594 года выполнить латинский перевод книг Прокопия, никак не мог завершить своё предприятие, задачу взял на себя Жозеф Скалигер. Поскольку Вельзер не желал провоцировать конфликт, проект было решено отложить. Тем временем в издательстве Хёшеля были изданы коллекция греческих географов (1600), эпитома греческого грамматика II века Фриникуса (1601), «Проповеди против иудеев» Иоанна Златоуста (1602), компиляция греческих философов, составленная Константином Багрянородным (1603). Хёшелем подготовлено editio princeps «Мириобиблиона» патриарха Фотия. Все эти годы план издать Прокопия сохранялся, если не в латинском переводе, то хотя бы только греческий текст. Поскольку рукописи оставались у Вулкануса, ещё несколько лет занял сбор материалов.